# Shahrestān di Lali
Lo shahrestān di Lali (farsi شهرستان لالی) è uno dei 26 shahrestān del Khūzestān, in Iran. Il capoluogo è Lali. Lo shahrestān è suddiviso in 2 circoscrizioni (bakhsh):
- Centrale (بخش مرکزی)
- Hati (بخش حتی)